# Dąbrowa (hromada Sarańczuki)
Dąbrowa (ukr. Діброва, Dibrowa) – wieś na Ukrainie, w obwodzie tarnopolskim, w rejonie tarnopolskim, w hromadzie Sarańczuki. W 2001 roku liczyła 74 mieszkańców.
Do 2020 w rejonie brzeżańskim.